# Глебов-Вадбольский, Владимир Владимирович
Влади́мир Влади́мирович Гле́бов-Вадбольский (до 2002 года — Глебов; 1922—2012) — советский и российский скульптор-монументалист, педагог, профессор. Народный художник РФ (1998). Ветеран Великой Отечественной войны, участник битвы под Москвой.
Главная тема творчества — героическое прошлое и настоящее страны. Сторонник реалистического направления в искусстве и традиций русской школы.

## Биография
Владимир Владимирович Глебов родился 5 апреля 1922 года в Рязани в семье педагогов. Отец — Владимир Митрофанович Глебов (1894—1948) — терский казак, участник Первой мировой войны, преподаватель физкультуры. Мать — Лидия Михайловна Глебова, урождённая княжна Вадбольская (1899—1978), педагог-воспитатель в детском туберкулёзном санатории «Коняшино».
В 1929 году семья переехала в Кунцево, а затем в 1934 году в посёлок Вешняки Московской области. С 1938 по 1941 г. Владимир Глебов занимался в студии Скульптуры Московского городского дома пионеров, где его работы неоднократно премировались на выставках. Его преподавателями были Н. Н. Колун (скульптура), А. М. Михайлов (живопись), В. А. Щуко (архитектура).
24 июня 1941 года В. В. Глебов добровольцем ушёл на фронт, где был зачислен в Двадцатый авиаполк авиамехаником.
Похоронен на Николо-Архангельском кладбище  (участок 66)  .

## Творчество
После демобилизации (1947) поступил в Московский институт прикладного и декоративного искусства (МИПиДИ) на отделение скульптуры, где учился у А. А. Дейнеки (композиция скульптуры), С. С. Алёшина (декоративная и монументальная скульптура), В. И. Дерунова (станковая скульптура). В студенческие годы работал реставратором в музее «Усадьба Кусково XVIII века» (1950), принял участие в оформлении рельефами жилого дома 16\18 по Садовой-Черногрязской улице в г. Москве (1951), создал скульптурную группу на фасаде Дома культуры строителей в г. Москве (1951), оформил рельефами зрительный зал клуба ПВРЗ имени Л. М. Кагановича в Перово (1952). Его дипломная работа «Украинка» (1953) установлена в аэропорту города Харькова. В 1954 г. для этого же аэропорта была создана скульптура «Лётчик».
Первой большой работой стал Памятник Участникам Московского Декабрьского восстания революции 1905 г. в Перово, г. Москва (1956). В 1958—1959 гг. В. В. Глебов работает на фарфоровых заводах в Гжели и Вербилках, где создаёт ряд произведений мелкой пластики «Як», «Фазан», «Отдых», а также фарфоровые скульптурные портреты артистов Большого театра Е. К. Катульской, Н. А. Обуховой, С. Я. Лемешева, П. М. Нарцова, которых он лепил с натуры. По заказу министерства культуры СССР была создана фарфоровая фигурка китайской певицы Го Шу Чжень, обучавшейся в Московской консерватории.
С 1962 по 1972 годы В. В. Глебов работал старшим преподавателем в МВХПУ (бывш. Строгановское) на кафедре рисунка. С 1973 по 2012 годы преподавал скульптуру в МГГУ им. М. А. Шолохова, в 1992 году присвоено учёное звание профессора.
В 1964 году принял участие в конкурсе на памятник М. Ю. Лермонтову в Москве, где занял второе место. В конце 1960-х — 1970-х годах он создаёт целый ряд монументов, посвящённых ВОВ 1941—1945 годов. Среди них Центральный монумент Защитникам Москвы в г. Яхроме (творческий коллектив: В.Глебов, В.Фёдоров, Н.Любимов, А.Постол) (1966); памятник летчику-герою Виктору Талалихину в г. Подольске (1967), памятник «В партизанском крае» в Брянском лесу в 30 км от г. Климовска (1973), памятник герою-воину в г. Череповце (1974), памятник погибшим воинам нефтеперерабатывающего завода в Капотне в г. Москве (1975), памятник маршалу К. А. Мерецкову в г. Зарайске (1976) и др.

В. В. Глебов внёс значительный вклад в дело реставрации скульптурных памятников прошлого. В 1968 году он был назначен руководителем восстановления скульптур Триумфальной арки 1812 года на Кутузовском проспекте в Москве. Им были восполнены утраченные детали в рельефах, а также полностью воссоздана фигура Ваятеля на замковом камне арки. В 1975—1977 годах В. В. Глебов руководил реставрацией скульптур в ансамбле музея «Усадьба Кусково XVIII века». Ему принадлежит воссоздание скульптур «Летящий ангел», украшающий крест церкви, и «Флора», венчающая павильон «Эрмитаж». В 1988—1990 годах он работал над воссозданием парковых скульптур для «Охотничьего дворца» Александра III в Верхней Массандре в Ялте, но сложная ситуация, сложившаяся в этот период в государстве, не позволила работе осуществиться. В 2002 году им были воссозданы памятные кресты благоверным князьям Феодору, Евпраксии и Иоанну в г. Зарайске.
В 1980—1990-е годы В. В. Глебов создаёт ряд памятников-бюстов полководцам, героям Великой Отечественной войны, академикам, артистам.
Последней крупной работой скульптора стал памятник М. А. Шолохову на Волжском бульваре в Москве (в соавторстве с Ю. В. Дрёминым) (2002—2006). В январе 2012 года Владимиру Владимировичу Глебову-Вадбольскому было присвоено звание почётного жителя муниципального образования Выхино-Жулебино.
Произведения хранятся в Военной Академии им. Дзержинского в Москве, Новокузнецком художественном музее, Государственном Бородинском военно-историческом музее, Государственном военно-историческом и природном музее-заповеднике Куликово поле.

## Произведения
- Скульптуры «Украинка» и «Лётчик» в аэропортах Харькова ,Новосибирска, Львова, Читы и Вильнюса. 1954 г.
- Памятник «Борцам Революции 1905 года» в Перово. г. Москва. 1956 г.
- Памятник В. И. Ленину. г. Южно-Сахалинск. 1957 г.
- Серия скульптур М. Ю. Лермонтова. Музей Русского офицерства в Тамбове и музеи Новокузнецка. 1964 г.
- Памятник лётчику В.Талалихину; Бюст В.Талалихина. 1964 г. Находятся в музее мясоперерабатывающего комбината им. Микояна.
- Центральный монумент Защитникам Москвы. г. Яхрома. (творческий коллектив: В.Глебов, В.Фёдоров, Н.Любимов, А.Постол) 1966 г.
- Памятник летчику-герою В.Талалихину в Подольске. 1967 г.

- Восстановление скульптур Триумфальной арки 1812 г. на Кутузовском проспекте в Москве. 1968 г.
- Бюст командующему ВВС П. И. Баранову в Институте авиамоторостроения им. Баранова в Москве. 1969 г.
- Памятник «В партизанском крае» в Брянском лесу, ≈ 30 км от Климовска. 1973 г.
- Памятник герою-воину в г. Череповце. 1974 г.
- Памятник погибшим воинам нефтеперерабатывающего завода в Капотне. г. Москва. 1975 г.
- Памятник маршалу К. А. Мерецкову в г. Зарайске. 1976 г.
- Бюсты дважды Герою Советского Союза П. А. Трайнину в Воронежской обл., пос. Таловая, 1976 г. и в Самарканде 1978 г.
- Руководитель реставрации скульптур в ансамбле музея Кусково. Воссоздание скульптур «Летящий ангел» и «Флора» 1975—1977 гг.
- Мемориал погибшим 1941—1945 гг. на Воронежском фронте. Станция «Таловая». 1977 г.
- Барельеф В. И. Ленина. г. Самарканд. 1978 г.
- Мемориальная доска композитору А. В. Александрову. г. Москва. 1979 г.
- Памятный знак на перевале через Оку войск Дмитрия Донского. г. Серпухов. 1980 г.
- Мемориальная доска трижды Герою Советского Союза, академику С. В. Ильюшину. г. Москва. 1981 г.
- Памятник В. И. Ленину в г. Вурнары. 1982 г.
- Памятник Народному артисту М. Д. Михайлову в Чувашии. 1984 г.
- Бюст академику Н. Н. Боголюбову в Нижнем Новгороде. 1986 г.
- Бюсты А. В. Суворову и М. И. Кутузову. г. Москва. Военная академия им. Дзержинского. 1986 г.
- Мемориальная доска академика Благонравова. Москва. Военная академия им. Дзержинского. 1987 г.
- Распятие Христа. Можайский Лужецкий монастырь. 1987 г.
- Скульптурная композиция «Декабристы». Музей русского офицерства в Тамбове. 1988 г.
- Памятник-бюст М. И. Кутузову на Ташкентской ул. в Москве. 1997 г.
- Памятник-бюст герою ВОВ Ф.Полетаеву на Есенинском бульваре в Москве. 1998 г.
- Памятник-бюст герою ВОВ П.Вострухину на Рязанском проспекте в Москве. 1999 г.
- Памятник-бюст герою ВОВ Л.Папернику на Рязанском проспекте в Москве. 2000 г.
- Памятник М. А. Шолохову на Волжском бульваре в Москве (в соавторстве с Ю. В. Дрёминым). 2002—2006 гг.
- Скульптуры «Князь Белозерский», «Князь Вадбольский», «Лётчик». Музей-заповедник «Куликово поле». 2005 г.

## Награды и звания
- Орден Отечественной войны II степени.
- Народный художник Российской Федерации (1998).
- Почётная грамота Московской Городской Думы (2002)[2].
- Орден преподобного Сергия Радонежского III степени (2000).
- Лауреат Международной премии им. М. А. Шолохова (2005).
- Обладатель Высшей Общественной награды «Гордость России» (2006).